# ماساهیرو اینواوئه
ماساهیرو اینواوئه (انگلیسی: Masahiro Inoue؛ زادهٔ ۲۰ مارس ۱۹۸۹) بازیگر، و مدل (شخص) اهل ژاپن است.
از فیلم‌ها یا برنامه‌های تلویزیونی که وی در آن نقش داشته‌است می‌توان به کامن ریدر زی-او اشاره کرد.